# Bucklin (Missouri)
Bucklin é uma cidade localizada no estado americano de Missouri, no Condado de Linn.

## Demografia
Segundo o censo americano de 2000, a sua população era de 524 habitantes. 
Em 2006, foi estimada uma população de 486, um decréscimo de 38 (-7.3%).

## Geografia
De acordo com o United States Census Bureau tem uma área de 
3,1 km², dos quais 3,1 km² cobertos por terra e 0,0 km² cobertos por água. Bucklin localiza-se a aproximadamente 274 m acima do nível do mar.

## Localidades na vizinhança
O diagrama seguinte representa as localidades num raio de 24 km ao redor de Bucklin. 